# A capella rock
A capella rock (ital. a capella – bez hudebního doprovodu) je odnož rockové hudby, založená na zpěvu interpreta nebo sboru bez hudebního doprovodu. Největší rozmach zažil tento žánr v padesátých letech 20. století na počátku rock and rollu a byl doménou hlavně černošských skupin a zpěváků. K hlavním představitelům patří skupina Nutmegs.